# Bułgarska rapsodia
Bułgarska rapsodia (tytuł oryginalny: Българска рапсодия) – bułgarski film fabularny z roku 2014 w reżyserii Iwana Niczewa.

## Opis i abuła
Trzecia część trylogii filmowej o losach bułgarskich Żydów. Akcja filmu rozgrywa się w roku 1943. Zgodnie z żądaniami Niemców, kierowanymi pod adresem władz bułgarskich, wszyscy Żydzi mają być deportowani do obozów. Młody Żyd z Sofii Moni i jego przyjaciel Giogio, syn komisarza d.s. żydowskich poznają Szeli, młodą Żydówkę z Kawali. Obaj chłopcy zakochują się w Szeli i próbują ocalić dziewczynę przed deportacją.

## W rolach głównych
- Stefan Popow jako Żożo
- Kristijan Makarow jako Salomon (Moni)
- Anżela Nediałkowa jako Szeli
- Моni Moszonow jako Moiz
- Stojan Aleksijew jako Avraam
- Аleks Anski jako Albert
- Tatjana Łołowa jako Fortune
- Dimityr Raczkow jako Iwan Georgijew
- Liubomir Kowaczew jako Aleksandyr Belew
- Georgi Mamaliew jako Pero
- Wasił Michajłow jako Rangel
- Stefka Berowa jako żona Rangela
- Ernestina Szinowa jako matka Szeli
- Samuel Garabedian jako Eli

## Nagrody i wyróżnienia
Film otrzymał nagrodę Złotego Rycerza na Festiwalu Filmowym w Sewastopolu. W 2014 film stał się oficjalnym bułgarskim kandydatem do rywalizacji o 87. rozdanie Oscara w kategorii filmu nieanglojęzycznego..